# Atenco
Atenco är en kommun i Mexiko. Den ligger i delstaten Mexiko, i den centrala delen av landet, cirka 25 kilometer nordost om huvudstaden Mexico City. Huvudorten i kommunen är San Salvador Atenco. Kommunen hade 56 243 invånare vid folkräkningen 2010, varav drygt 17 000 bodde i kommunhuvudorten. Atenco ingår i Mexico Citys storstadsområde och kommunens area är 83,80 kvadratkilometer.